# ミサ曲 ロ短調
ミサ曲 ロ短調（ミサきょく ロたんちょう、BWV 232）は、ヨハン・ゼバスティアン・バッハの作曲したミサ曲。日本語ではロ短調ミサなどとも称される。早くは1724年に書かれたものを部分的に含むが、最終的に完成したのは、J.S.バッハ（以下、バッハ）の死の前年の1749年である。現代では、マタイ受難曲、ヨハネ受難曲と並び、バッハの作品の中でも最高峰に位置するとされている。そして、ルートヴィヒ・ヴァン・ベートーヴェンの「ミサ・ソレムニス　ニ長調」とともに演奏会用ミサ曲の最高傑作と呼ばれる。

## 作曲の背景
バッハ本人はこの作品に題名を与えておらず、ひとまとめにされた4部に分かれた楽譜には、それぞれにラテン語ミサの各部分のタイトルのみが記されている。すなわち、「キリエ」（Kyrie）、「グロリア」（Gloria）、「ニカイア信条」（Symbolum Nicenum、一般には「クレド」と呼ばれることが多い）、そして「サンクトゥス、ホザンナ、ベネディクトゥス、アニュス・デイ」（Sanctus, Hosanna, Benedictus, Agnus Dei）である。また、奏者の編成は部分によって異なっており、これらのことから、これを一体の作品として演奏するということは一切バッハの念頭になかったとする見解もある。一方で、自筆譜の各部には1から4の数字が順に振られており、また、バッハが宗教曲の清書譜の末尾に常に書きこんでいた "S. D. G. " (Soli Deo gloriaの略) は終曲の Dona Nobis Pacem の後にのみ記されている。いずれにせよ、演奏に2時間近くかかるという長大さから、実際の典礼において全曲が演奏されたことはなかった。
バッハは熱心なルター派の信仰者であったが、その彼がカトリック教会の典礼であるラテン語ミサをこれほどの規模で作曲したことを奇異とするのは必ずしもあたらない。ルター派教会の礼拝はラテン語のミサを継承しており、マルティン・ルター自身が、ルター派版の「キリエ」、「グロリア・イン・エクチェルシス・デオ」、「ニカイア信条」、「サンクトゥス」の使用を認めていた。また、バッハは典礼で使用するための小ミサ曲を4曲作曲している。そして、ロ短調ミサ曲の「サンクトゥス」では、小さいながらも重要な改変を典礼文に行っている。すなわち、カトリック教会の典礼文では「天と地はあなたの光栄にあまねく満ち渡る」(pleni sunt caeli et terra gloria tua) とするところを、ルター派版の「天と地は彼の光栄にあまねく満ち渡る」(pleni sunt caeli et terra gloria ejus) としているのである。

### 作曲の経緯

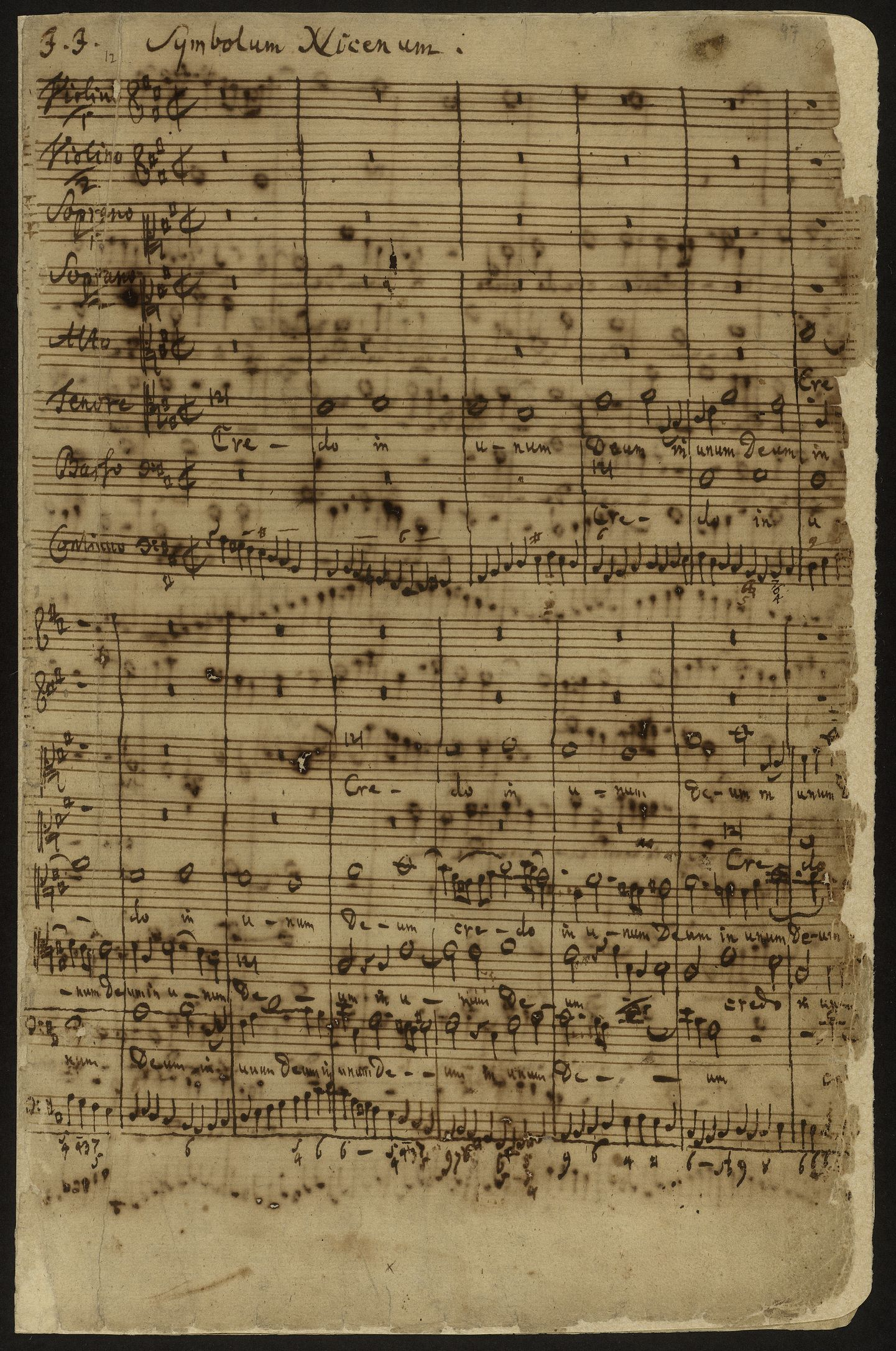
「クレド」の最初のページ

メラーズ (Mellers) によると、ロ短調ミサ曲の作曲の経緯には不明な点が多い。
- サンクトゥスは1724年に作曲された。
- キリエとグロリアは、1733年に作曲された。キリエは、1733年2月1日に没したザクセン選帝侯強健王アウグストの追悼のために、またグロリアはその子アウグスト3世の選帝侯継承の祝賀のための作品である。なお、アウグスト3世はポーランド王位継承のためにカトリックに改宗していた。バッハはこの作品（キリエとグロリア、 BWV 232a）をアウグスト3世に献呈する際に、1733年7月27日付けの書簡を添え、「ザクセン選帝侯宮廷音楽家」の称号を望み、ライプツィヒでは「苦労の連続である」ことを訴えている[3]。この2曲は、おそらく1733年に、ヴィルヘルム・フリーデマン・バッハが6月からオルガニストを務めていたドレスデンのソフィア教会にて演奏されたが、アウグスト3世の臨席はなかったと考えられている[4]。なお、1734年には、ライプツィヒを訪れた王夫妻のために、その臨席のもと世俗カンタータ dramma per musica を演奏しているが、その冒頭部はロ短調ミサ曲の「ホザンナ」と同じである[5]。
- 1747年または48年に、バッハは全曲の清書譜を作成した。

作品全体の中で、過去の作品を転用していることが明らかな部分は限られているものの、ジョシュア・リフキンなどの見解では、作品の大部分は別の作品の転用である（この見解は主に自筆譜の書き込みや作曲の様式を根拠とする）。唯一の例外は、キリエの冒頭の4小節、ニカイア信条の Confiteor の部分で、この2ヶ所には自筆譜に削除や修正の痕が認められる。転用（パロディ）の詳細は、下記参照のこと。
バッハの死後36年たった1786年、ハンブルクでおこなわれた慈善コンサートにて、息子のカール・フィリップ・エマヌエル・バッハが「ニカイア信条」を「クレド」という題目で演奏している。 現在の研究では、全曲が通して演奏されたのは19世紀半ば以降のことと考えられている。バッハ研究家 John Butt の見解では、「1859年の、ライプツィヒ・リーデル協会による演奏以前に全曲演奏が行われた確実な証拠はない」。

### 評価
ミサ曲ロ短調は、バッハの生涯を通しての合唱曲と神学への関わりの総決算として、フーガの技法と並ぶ象徴的な作品と広く考えられている。のみならず、しばしば「クラシック音楽」の最高傑作の一つともみなされている。アルベルト・バッソはこの作品について、次のように評している。「ミサ曲ロ短調は、全人生を捧げて書かれている。1733年に「外交的な」理由で作曲がはじまり、バッハがすでに盲目となっていた、人生最晩年に完結した。この記念碑的な作品は、「ライプツィヒのカントール」が編み出した、音楽の様式と技術のすべてを結集したものである。しかしまたこの作品は、カトリック的な神の讃美の世界と、ルター派的な十字架信仰の世界が、類のないほど衝撃的に出会う場でもある。」
C. P. E. バッハは、父の自筆譜に注釈と修正を加え、同時に自身の手で修正、改変を行っている。このことなどが理由となり、ミサ曲ロ短調の校訂は難しく、版によって大きく異なる部分がある。

## 構成
全曲は27曲から成る。多くの曲がフーガ様の対位法でかかれているが、スタイルは古風なモテットからロココ風のアリアまで多岐にわたる。ニ長調を基調とするが、最初の曲は調号が同じロ短調となっている。
I. キリエ (Kyrie)
1. Kyrie eleison (1). 五部合唱（ソプラノ1、2、アルト、テナー、バス）。ロ短調、アダージョ、ラルゴ、 4/4拍子 (C) 。
2. Christe eleison. 二重唱（ソプラノ1、2）、バイオリンオブリガート。ニ長調、アンダンテ、4/4拍子。
3. Kyrie eleison (2). 四部合唱（ソプラノ、アルト、テナー、バス）。嬰ヘ短調、アレグロ・モデラート、2/2拍子（分割C）。

II. グロリア (Gloria)
三位一体に基づき、緩やかに左右対称的な構造をとる9曲から構成され、中心に「ドミネ・デウス」（主なる神）がくる。
1. Gloria in excelsis. 五部合唱（ソプラノ1、2、アルト、テナー、バス）。ニ長調、ヴィヴァーチェ、3/8拍子。カンタータBWV 191の冒頭曲に再利用されている。
2. Et in terra pax. 五部合唱（ソプラノ1、2、アルト、テナー、バス）。ニ長調、アンダンテ、4/4拍子。この曲もカンタータBWV 191の冒頭に再利用されている。
3. Laudamus te. アリア（ソプラノ2））、ヴァイオリンオブリガート。イ長調、アンダンテ、4/4拍子。
4. Gratias agimus tibi. 四部合唱（ソプラノ、アルト、テナー、バス）。ニ長調、アレグロ・モデラート、2/2拍子。カンタータBWV 29「感謝します、神よ、感謝します」 (Wir danken dir, Gott, wir danken dir) の2曲目の転用。
5. Domine Deus. 二重唱（ソプラノ1、テナー）。ト長調、アンダンテ、4/4拍子。カンタータBWV 191の二重唱に転用。
6. Qui tollis peccata mundi. 四部合唱（ソプラノ、アルト、テナー、バス）。ロ短調、レント、3/4拍子。カンタータBWV 46の前半部分の転用。
7. Qui sedes ad dexteram Patris. アリア（アルト）、オーボエダモーレオブリガート。ロ短調、アンダンテ・コモード、6/8拍子。
8. Quoniam tu solus sanctus. アリア（バス）、コルノ・ダ・カッチャオブリガート。ニ長調、アンダンテ・レント、3/4拍子。
9. Cum Sancto Spiritu. 五部合唱（ソプラノ1、2、アルト、テナー、バス）。ニ長調、ヴィヴァーチェ、3/4拍子。カンタータBWV 191の終曲に転用。

III. ニカイア信条 (Symbolum Nicenum)
左右対称的な構造をとる9曲から構成され、中心にCrucifixus「十字架につけられたまいし者」がくる。
1. Credo in unum Deum「われは信ず」 五部合唱（ソプラノ1、2、アルト、テナー、バス）。ミクソリディアン、モデラート、2/2拍子。
通奏低音に支えられてフーガが展開される。後半は２部のヴァイオリンも加わって７声のフーガとなる。
2. Patrem omnipotentem「全能の父」 四部合唱（ソプラノ、アルト、テナー、バス）。ニ長調、アレグロ、2/2拍子。カンタータBWV 171の冒頭曲の転用。
テキストは前曲と続いている部分で、３つの上声部が「われは信ず」を歌い、バスが「全能の父」を歌う。この「全能の父」の主題は後で他の声部にも引き継がれ、「われは信ず」の主題もバスに時々現れる。
3. Et in unum Dominum「唯一の主」 二重唱（ソプラノ1、アルト）。ト長調、アンダンテ、4/4拍子。
ソプラノとアルトの２声部が、三位一体の第１の「位」（父なる神）と第２の位（子なる神）の一体性をカノン風に歌う。
4. Et incarnatus est「肉体をとりたまいし者」 五部合唱（ソプラノ1、2、アルト、テナー、バス）。ロ短調、アンダンテ・マエストーソ、3/4拍子。
通奏低音の上で２つのヴァイオリンがユニゾンで演奏する。声楽パートは下降主題で「肉体をとりたまいし者」を静かに１声部ごとに歌う。
5. Crucifixus「十字架につけられたまいし者」 四部合唱（ソプラノ、アルト、テナー、バス）。ホ短調、グラーヴェ、3/2拍子。カンタータBWV 12「泣き、嘆き、憂い、怯え」 (Weinen, Klagen, Sorgen, Zagen) 第2曲冒頭のシャコンヌのパートの転用。Crucifixusの最後の部分はBWV 12にはなく、新たに作曲された。
３拍子のパッサカリアの形式になっていて、４小節にわたる半音階のバッソ・オスティナートは13回も繰り返される。弦楽器とフラウト・トラヴェルソは「葬られたまいし者」の歌詞の前で演奏を止め、合唱は「葬られたまいし者」の歌詞でホ短調からト長調に転調し、静かに終わる、
6. Et resurrexit「よみがえり」 五部合唱（ソプラノ1、2、アルト、テナー、バス）。ニ長調、アレグロ、3/4拍子。
テキストが表現している「復活」「昇天」「再臨」の三つの場面は、管弦楽のリトルネロで分けられている。最初に合唱はホモフォニックに「よみがえり」と歌う。「栄光とともに再び来り」の歌詞からフガートになる。
7. Et in Spiritum Sanctum「聖霊を」 アリア（バス）、オーボエダモーレオブリガート。イ長調、アンダンティーノ、6/8拍子。
自由なダ・カーポ形式で、オーボエ・ダモーレのリトルネロで終わる。
8. Confiteor「唯一の洗礼を信認す」 五部合唱（ソプラノ1、2、アルト、テナー、バス）。嬰ヘ短調、モデラート、アダージョ、2/2拍子。
4分音符の通奏低音の上で合唱がフーガを歌う。「待ち望む」の歌詞でアダージョとなり転調する。
9. Et expecto「来世の命を待ち望む」 五部合唱（ソプラノ1、2、アルト、テナー、バス）。ニ長調、ヴィヴァーチェ・エド・アレグロ、2/2拍子。カンタータBWV 120の第2曲の転用。
前曲から続けて演奏される。最後は「アーメン」で終わる。

IV. サンクトゥス、ホザンナ、ベネディクトゥス、アニュス・デイ (Sanctus, Hosanna, Benedictus, and Agnus Dei)
1. Sanctus「聖なるかな」 六部合唱（ソプラノ1、2、アルト1、2、テナー、バス）。ニ長調、ラルゴ、4/4拍子・ヴィヴァーチェ、3/8拍子。現在では失われた1724年作曲のソプラノ3声、アルト1声の作品からの転用。
6声部が2つ（ソプラノ1、2、アルト1とアルト2、テナー、バス）に分けられる。後半の「天地に満てり」の部分は3拍子となり、6声部の合唱がフーガを取り入れながら展開される。
2. Hosanna「オザンナ」 八部合唱（複合唱）（ソプラノ1、2、アルト1、2、テナー1、2、バス1、2）。ニ長調、アレグロ、3/8拍子。BWV 215の冒頭曲の転用（ただし共通の原曲がある可能性もある）。
合唱は8声部に分けられる。合唱の「オザンナ」で始まり、このホモフォニックな部分と16分音符を主体にした主題にもとづくポリフォニックな部分で構成されている。
3. Benedictus「ほむべきかな」 アリア（テナー）、フルートオブリガート。ロ短調、アンダンテ、3/4拍子。
ミサ曲の中で唯一のテノール・アリアである。オブリガートには楽器の指定がなく、以前はヴァイオリンで演奏されていたが、新バッハ全集ではフラウト・トラヴェルソが指定されている。
4. Hosanna「オザンナ」（ダカーポ） 八部合唱（複合唱）。
5. Agnus Dei「神の子羊よ」 アリア（アルト）、ヴァイオリンオブリガート。ト短調、アダージョ、4/4拍子。失われた1725年作曲の結婚カンタータの転用。同じ曲が、昇天祭オラトリオ（BWV 11）にも使用されているが、明確な差異があるため、同じ曲を原曲としていると考えられている。
6. Dona nobis pacem「われらに平安を与えたまえ」 四部合唱（ソプラノ、アルト、テナー、バス）。ニ長調、モデラート、2/2拍子。「グロリア」の "Gratias agimus tibi" と同曲。

## その他
2015年、直筆の楽譜がユネスコ記憶遺産に登録された。